# Khildebrand III
Childebrand III fou comte d'Autun al segle ix, de la família dels Nibelúngides, fill probable de Nibelung II o de Khildebrand II i d'una dama de la família dels Guillèmides.

## Biografia
És citat el 796 com a comte a l'Autun. El 827, l'emperador Lluís I el Pietós el va enviar amb l'abat Helisacar i el comte Donat a la marca d'Hispània per portar un comte local a l'obediència. Ja no és citat posteriorment i se'l suposa mort abans de 836, però és possible que s'hagués retirat a un monestir.
El testament del seu fill Eccard indica que posseïa una vil·la a Perrecy a l'Autunois, abans posseïda per Khildebrand I. Això indica que Khildebrand III era un descendent de Khildebrand I.

## Matrimoni i fills
Es casa amb una certa Dunna, del qual no es coneix més que el nom. Sobre consideracions onomàstiques basades en els noms dels seus fills, Maurice Chaume i Léon Levillain havien emès la hipòtesi d'una filla de Guillem I de Tolosa, però l'aliança entre els Nibelúngides i els Guillèmides huria tingut probablement lloc una generació més enrere. Christian Settipani veu més aviat en ella una germana d'un comte Eccard, mort davant Tolosa de Llenguadoc el 844.
Khildebrand IIII i Dunna van tenir com a fills:
- Teodoric († 883), comte d'Autun de 878 a 883 i conseller del rei Lluís III de França.[4]
- Eccard († 877), comte de Mâcon, de Chalon i d'Autun, fidel de Pipí I d'Aquitània, i després de Carles el Calb i de Lluís II el Quec.[5]
- Bernat († 872), comte d'Autun (868-872).[6]
- Ada, monja a Faremoutiers.[6]